# دانيال كارفر
دانيال كارفر (بالإنجليزية: Daniel Carver)‏ هو مقدم برامج إذاعية أمريكي، ولد في 1948 في كولومبوس في الولايات المتحدة.

## وصلات خارجية
- دانيال كارفر على موقع IMDb (الإنجليزية)